# リヴァプール・オラトリオ
『リヴァプール・オラトリオ』（Paul McCartney's Liverpool Oratorio）は、1991年に発表されたポール・マッカートニーのクラシック・アルバム。

## 解説
ロイヤル・リヴァプール・フィルハーモニー管弦楽団の創立150周年を記念して制作されたオラトリオである。1991年6月28日、29日にリヴァプール大聖堂で初演が行われ、本作ではその演奏がCD2枚組で収録されている。共作者は作曲家で指揮者のカール・デイヴィス。日本版CD初版にはプロモーション用のインタビューCDが付属した。
英国ではダイジェスト盤もリリースされている（日本では未発売）。

## 収録曲
1. 戦争 - WAR
2. 学校 - SCHOOL
3. 教会堂地下室 - CRYPT
4. 父   - FATHER
5. 結婚 - WEDDING
6. 仕事 - WORK
7. 危機 - CRISES
8. 平和 - PEACE